# Polski Monopol Solny
Polski Monopol Solny – polskie przedsiębiorstwo państwowe istniejące w okresie międzywojennym stanowiące samoistną osobę prawną, prowadzone na zasadach handlowych, któremu powierzono eksploatowanie soli i warzelni solnych oraz monopol sprzedaży soli.

## Początek Monopolu
Na podstawie rozporządzeniem Prezydenta Rzeczypospolitej z 1924 r. o wprowadzeniu jednolitego monopolu sprzedaży soli na obszarze całej Rzeczypospolitej Polskiej postanowiono, że kupno i sprzedaż soli jadalnej, wywóz i przywóz z zagranicy oraz wszelki inny obrót solą był wyłącznym przywilejem Skarbu Państwa. Ustanowienie monopolu miało ścisły związek z ustawą z 1924 r. o naprawie Skarbu Państwa i poprawie gospodarstwa społecznego. W ustawie stwierdzono, że celu zabezpieczenia Skarbowi Państwa źródeł dochodów niezbędnych dla zachowania równowagi budżetowej, należy między innymi rozszerzenie monopolu sprzedaży soli na obszar całej Rzeczypospolitej i wykonywanie tego monopolu w zarządzie jednego ministra.

### Uprawnienia Ministra Skarbu z 1924 r.
Minister Skarbu zezwalał na:
- prowadzenie handlu solą jadalną na warunkach ustanowionych przez siebie;
- na wywóz i przywóz soli jadalnej na obszar Rzeczypospolitej z zagranicy lub też z obszaru, na którym nie obowiązują postanowienia rozporządzenia.

Wynoszenie soli jadalnej z miejsca produkcji względnie ze składów monopolowych, jak też przyrządzanie względnie przetwarzanie soli jadalnej, nabytej w składach monopolowych celem odsprzedaży, dozwolone było tylko w przypadkach określonych przez Ministra Skarbu.
Minister Skarbu miał prawo:
- określać ceny nabycia i sprzedaży soli na potrzeby monopolu solnego,
- sprzedawać po cenach zniżonych sól przeznaczoną na wywóz poza obszar Rzeczypospolitej;
- na potrzeby rolnictwa, tj. na paszę dla bydła lub uprawę roli;
- na wszelkie cele przemysłowe, z wyjątkiem przemysłu wytwarzającego artykuły żywnościowe dla ludzi;
- na wsparcie dla ulżenia nędzy wyjątkowej lub sól wydawany zakładom dobroczynnym, jako jałmużnę;
- na potrzeby przemysłu rybnego;
- zwalniać spod zajęcia monopolowego sól wyprodukowaną w salinach prywatnych, przeznaczoną na wywóz zagranicę.

### Sprzedaż soli
Sól jadalna sprzedawana była tylko w miejscach przeznaczonych na ten cel i przepisowo oznaczonych, po cenach ustanowionych przez Ministra Skarbu.
Obrót solą podlegał nadzorowi władz skarbowych.

### Postanowienia karne
Kto bez zezwolenia właściwej władzy skarbowej:
- sprowadzał sól jadalną z zagranicy lub z obszaru, na którym niniejsza ustawa nie obowiązywała,
- wynosił lub wydawał sól jadalną lub solankę z miejsca produkcji lub też z magazynu monopolowego.
- kto sól wydaną po cenach zniżonych na pewien oznaczony użytek używał w innym celu aniżeli w zezwoleniu podano.
- kto usuwał środek denaturacyjny z soli w tym celu, aby uczynić ją zdatną do spożycia ludzkiego.
- kto podrabiał lub naśladował opakowanie soli pochodzącej ze składów monopolowych – był karany grzywną w wysokości od 2 do 5-krotnej wartości soli, stanowiącej przedmiot przekroczenia, nie mniej jednak niż 5 zł.

## Powołanie Państwowego Monopolu Solnego z 1932 r.
Na podstawie rozporządzenie Prezydenta Rzeczypospolitej z 1932 r. o przedsiębiorstwie „Polski Monopol Solny” powołano Monopol, który przejął pod zarząd i do eksploatacji wszystkie państwowe saliny i warzelnie soli, pozostające pod zarządem Ministra Skarbu. Przedsiębiorstwo przejęło jednocześnie cały majątek państwowy ruchomy i nieruchomy, znajdujący się pod zarządem podległych Ministerstwu Skarbu Dyrekcji Salin Państwowych i Biura Sprzedaży Soli oraz wszelkie aktywa i pasywa, znajdujące na rachunkach tych instytucji.
Przedsiębiorstwo „Polski Monopol Solny” zostało wpisane do rejestru handlowego.

### Organizacja Monopolu
Na czele Dyrekcji Polskiego Monopolu Solnego stał dyrektor. Zastępcą dyrektora był jeden z szefów działów wyznaczony przez Ministra Skarbu na wniosek dyrektora.
Dyrekcja dzieliła się na następujące działy:
- dział ogólny,
- dział produkcji,
- dział handlowy,
- dział finansowy.

Działy z kolei dzieliły się na biura.

### Uprawnienia Monopolu
Przedsiębiorstwu „Polski Monopol Solny” przysługiwało wyłączne prawo zakupu soli, objętej monopolem sprzedaży soli, z salin i warzelni, eksploatowanych przez inne osoby lub instytucje. Ceny, po których producenci soli obowiązani będą odprzedawać ją przedsiębiorstwu „Polski Monopol Solny” ustalał Minister Skarbu. Przedsiębiorstwo pokrywało wszelkie swoje wydatki z własnych dochodów i z funduszów oraz prowadziło swą gospodarkę na podstawie rocznych planów finansowo-gospodarczych, zatwierdzanych przez Ministra Skarbu.

### Uprawnienia Ministra Skarbu
Minister Skarbu zatwierdzał bilans oraz rachunek zysków i strat oraz podział czystego zysku przedsiębiorstwa. Do ogólnego budżetu państwowego wchodziły kwota wpłaty przedsiębiorstwa do Skarbu Państwa, ustalone na podstawie planu finansowo-gospodarczego. Minister Skarbu uprawniony był przeznaczyć pewien odsetek czystego zysku przedsiębiorstwa na nagrody pieniężne, zapomogi i cele opieki dla jego pracowników i współdziałających z przedsiębiorstwem organów skarbowych.